# Râul Veljul Mic
Râul Veljul Mic este un curs de apă, afluent al râului Veljul Mare.

## Hărți
- Harta munții Apuseni